# AI 챌린지
AI 챌린지(AI Challenge)는 워털루 대학교 컴퓨터 과학 클럽에 의해 시작된 국제 인공지능 프로그래밍 대회이다.
처음에 이 대회는 워털루 대학교 학생들만을 대상으로 하였다. 2010년, 이 대회는 구글로부터 스폰서십을 받고 국제 학생들과 대중으로 그 대상을 확대하였다.

## 내용
각 참가자는 적과 싸우는 게임을 플레이하기 위한 컴퓨터 프로그램을 개발한 다음 소스 코드를 서버에 업로드하였다. 대회의 엔진은 겨루기 및 순위 생성을 위해 트루스킬 랭킹 알고리즘을 사용하였다.
이 대회는 오픈 소스이다. 대회 참가자들은 대회의 백엔드 개선에 참여가 가능하였다.

## 우승자
| 대회        | 주제                | 우승자                        |
| ----------- | ------------------- | ----------------------------- |
| 2009/Fall   | 가위바위보          | amstan                        |
| 2010/Spring | 트론 라이트사이클스 | a1k0n (Andy Sloane)           |
| 2010/Fall   | 행성 전쟁           | Bocsimackó (Gábor Melis)      |
| 2011/Fall   | 개미                | xathis (Mathis Lichtenberger) |